# Parnassia monochorifolia
Parnassia monochorifolia là một loài thực vật có hoa trong họ Dây gối. Loài này được Franch. mô tả khoa học đầu tiên năm 1897.